# Beaumont-en-Auge
Beaumont-en-Auge – miejscowość i gmina we Francji, w regionie Normandia, w departamencie Calvados.
Według danych na rok 1990 gminę zamieszkiwały 472 osoby, a gęstość zaludnienia wynosiła 59 osób/km² (wśród 1815 gmin Dolnej Normandii Beaumont-en-Auge plasuje się na 462. miejscu pod względem liczby ludności, natomiast pod względem powierzchni na miejscu 648.).
W 1749 r., w Beaumont-en-Auge urodził się znany teoretyk matematyki, fizyki i astronomii, jeden z twórców teorii prawdopodobieństwa – Pierre Simon de Laplace.